# Крцули
Крцули (хрв. Krculi, итал. Staveri) су насељено место у општини Жмињ, Истарска жупанија, Хрватска.

## Историја
До територијалне реорганизације у Хрватској били су у саставу старе општине Ровињ.

## Становништво
У попису становништва из 2011. године, Крцули су имали 133 становника.
| Број становника према пописима | Број становника према пописима | Број становника према пописима | Број становника према пописима | Број становника према пописима | Број становника према пописима | Број становника према пописима | Број становника према пописима | Број становника према пописима | Број становника према пописима | Број становника према пописима | Број становника према пописима | Број становника према пописима | Број становника према пописима | Број становника према пописима | Број становника према пописима |
| ------------------------------ | ------------------------------ | ------------------------------ | ------------------------------ | ------------------------------ | ------------------------------ | ------------------------------ | ------------------------------ | ------------------------------ | ------------------------------ | ------------------------------ | ------------------------------ | ------------------------------ | ------------------------------ | ------------------------------ | ------------------------------ |
| 1857                           | 1869                           | 1880                           | 1890                           | 1900                           | 1910                           | 1921                           | 1931                           | 1948                           | 1953                           | 1961                           | 1971                           | 1981                           | 1991                           | 2001                           | 2011                           |
| 0                              | 0                              | 99                             | 93                             | 86                             | 116                            | 0                              | 0                              | 138                            | 135                            | 142                            | 144                            | 125                            | 133                            | 145                            | 133                            |

Напомена: Године 1857, 1869, 1921. и 1931. подаци су садржани у насељу Жмињ, као и део података из 1880. Године 1880. исказивано под именом Кржули, а од 1890. до 1910. под именом Крчули. Од 1880. до 1910. означавано као део насеља.